# Ia Kênh
Ia Kênh là một xã cũ thuộc thành phố Pleiku, tỉnh Gia Lai, Việt Nam.
Xã Ia Kênh có diện tích 33,03 km², dân số năm 2018 là 9.160 người, mật độ dân số đạt 277 người/km².

## Địa lý
Trước khi thực hiện Nghị quyết số 1664/NQ-UBTVQH15, xã IaKênh nằm ở phía nam của thành phố Pleiku:
- Phía Đông giáp phường Chi Lăng, thành phố Pleiku
- Phía Nam giáp xã Gào, thành phố Pleiku
- Phía Tây giáp xã Gào và huyện Ia Grai
- Phía Bắc giáp xã Diên Phú, phường Hội Phú và phường Chi Lăng của thành phố Pleiku

## Lich sử
Theo Nghị quyết số 1664/NQ-UBTVQH15 năm 2025, giải thể thành phố Pleiku và hợp nhất toàn bộ diện tích tự nhiên và dân số của 2 xã là Ia Kênh và Ia Pếch vào xã Gào.